# 3-я гвардейская воздушно-десантная дивизия
3-я гвардейская воздушно-десантная Уманьская Краснознамённая орденов Суворова и Кутузова дивизия — соединение (воздушно-десантная дивизия) РККА ВС СССР в Великой Отечественной войне

## История
8 декабря 1942 г. были подписаны два документа: Постановление Государственного Комитета Обороны №ГОКО/2597 и Приказ Народного комиссара обороны № 00258. Ими предписывалось расформировать 8-й воздушно-десантный корпус и на базе его частей сформировать 3-ю гвардейскую воздушно-десантную стрелковую дивизию с тремя стрелковыми полками, продолжавшими носить название воздушно-десантных.
Батальоны 2-й воздушно-десантной бригады располагались в школе Архивировано 25 августа 2011 года. посёлка Фрязино, других зданиях посёлка и в лесу Архивировано 25 августа 2011 года. у села Каблуково на реке Воря, 8-я воздушно-десантная бригада — в лесах у Леонихи Архивировано 25 августа 2011 года., на станциях Первомайской и Чкаловской, 10-я воздушно-десантная бригада — в Щёлкове. Бригады были преобразованы в воздушно-десантные полки с сохранением нумерации.
В дивизию, укреплённую артиллерией и другими частями по штатам стрелковой дивизии также вошли 2-й артполк, 4-й отдельный истребительный дивизион, усиленный ротой ПТР, отдельный сапёрный батальон, 6-й отдельный медсанбат, 7-я отдельная разведрота и ряд других подразделений. Общая численность личного состава дивизии должна была составить 10 тысяч человек.
После завершения переформирования частей и подразделений ещё почти полтора месяца продолжалась усиленная боевая подготовка, тактическая и огневая. Занятия велись в полевых условиях, в окружающих лесах. В дневных и ночных условиях свершались длительные марш-броски, в том числе на лыжах. И, конечно, немало времени отводилось на обучение прыжкам с парашютом. На январь 1943 года в дивизии недоставало до штата 1200 человек личного состава.
Согласно Директиве № 30042 от 06.02.1943 года дивизии надлежало прибыть в распоряжение 1-й ударной армии Северо-Западного фронта для ликвидации демянского плацдарма. От Щёлкова до Осташкова 3-я гв. вдд двигалась автотранспортом, далее до места сосредоточения — 150 км пешком. Из-за рано наступившей оттепели стало невозможным планируемое продвижение на лыжах, а намокшие валенки сковывали и замедляли темпы движения. В исходный пункт дивизия сосредоточилась только к 20.02.1943 года.
Приказом командующего 1-й Ударной армии № 002 от 21.02.1943 года дивизии была поставлена задача сменить обороняющиеся части 121-й отдельной стрелковой бригады в полосе 4 км и перейти в наступление в междуречье рек Редья и Порусья.
Впервые дивизия вступила в бой 26 февраля 1943 года в районе Ляхново Архивировано 25 августа 2011 года. (37 км южнее Старой Руссы) в составе 1-й Ударной армии Северо-Западного фронта в ходе ликвидации демянского плацдарма немецких войск.
Утром 26-го февраля началась артподготовка, и, хотя она длилась три часа, но снарядов было мало и система огня противника практически не была разрушена. Полки пошли на прорыв. Приданные танки 37-го отдельного танкового полк Архивная копия от 8 мая 2014 на Wayback Machine а вязли в глубоком снегу, слабый огонь артиллерии не смог подавить основные огневые точки, и к утру 27.02.1943 года только отдельным подразделениям удалось преодолеть нейтральную полосу и прорваться к переднему краю противника. Комдив И. Н. Конев докладывал в штаб армии: «Дивизия продолжает атаки. Попытки прорвать оборону противника успеха не имеют. Артиллерия …ведёт слабый огонь. Танки испытывают недостатки горючего. …Эвакуация раненых затруднена». Оба полка — 8-й и 10-й сражались самоотверженно, понесли тяжёлые потери, но продвижения не произошло. Такими же тяжёлыми были и следующие два дня наступления.
На 01.03.1943 года части дивизии, сломив сопротивление противника, передовыми подразделениями продвинулись вперёд и вышли на рубеж — лес (500—600 м южнее Сосновка Архивировано 25 августа 2011 года.), (иск.) Ляхново, где в течение ночи и вели огневой бой с противником.
На 05.03.1943 года дивизия, уничтожив противника в лесах южнее Сосновки, овладела Сосновкой и вела бой на рубеже — северной опушки лесов (1-1,5 км юго-восточнее Сосновка), Сосновка, (иск.) Ляхново, восточный берег реки Порусья. К исходу дня дивизия главными силами вышла на юго-восточный берег реки Порусья прорвав узким клином оборону противника на 3-3,5 км. Практически она оказалась в полуокружении.
На 06.03.1943 года дивизия продолжала развивать наступление в северном направлении.
07.03.1943 года дивизия остановилась на восточном берегу реки Порусья, где продолжала бои до 11.03.1943 года. В ночь на 12.03.1943 года она была сменена частями 9-й гв. вдд и выведена во второй эшелон.
20.04.1943 года дивизия была снята с фронта в районе Старой Руссы и передана в 53-ю армию, которая до начала мая 1943 года находилась в резерве Ставки ВГК. Дивизия производила доукомплектование в районе 15 км южнее Малоархангельска.
Летом и осенью 1943 года дивизия, в составе 13-й и 60-й (с сентября) армий, участвует в Курской битве и в Черниговско-Припятской наступательной операции.
10.05.1943 дивизия приступила к оборудованию 3-й полосы обороны на линии Арнаутово Архивировано 25 августа 2011 года., 1-я Ново-Слободка Архивировано 25 августа 2011 года., Аладьево Архивировано 25 августа 2011 года., Луковец Архивировано 25 августа 2011 года..
В ночь на 06.07.1943 года дивизия заняла позиции на участке совхоз Тиняковский Архивировано 25 августа 2011 года., Добровка Архивировано 25 августа 2011 года., 1-я Алисова Архивировано 25 августа 2011 года.. Утром при поддержке частей артиллерии и танков дивизия вступила в бой в районе Сидоровка Архивировано 25 августа 2011 года. — Фёдоровка Архивировано 25 августа 2011 года.. В течение дня немецкая пехота с танками неоднократно атаковала боевые порядки дивизии. Бои шли с переменным успехом, однако в целом противник успеха не добился. В этот день частями дивизии было уничтожено не менее 25-и его танков и самоходных установок, много другой боевой техники, несколько сотен солдат и офицеров.
В ночь на 08.07.943 года дивизия была полностью выдвинута на первый рубеж обороны в стыке между 15-м стрелковым корпусом Архивная копия от 12 мая 2014 на Wayback Machine и 307 стрелковой дивизией.
15.07.1943 года в 9.00 части дивизии во взаимодействии с другими дивизиями 13-й Армии перешли в решительное наступление. К 14 часам полностью вернули территорию, захваченную фашистами с 5 по 10 июля. В этот день были освобождены станция Малоархангельск Архивировано 25 августа 2011 года., населённый пункт Сеньково Архивировано 25 августа 2011 года. в 6-и км западнее станции. Так закончилось освобождение от вражеских сил Малоархангельского района.
На 24.07.1943 года дивизия располагалась севернее населённого пункта Бузулук Архивировано 25 августа 2011 года.. На 02.08.1943 года располагалась в районе Добрынь Архивировано 25 августа 2011 года..
23.08.1943 года десантники передали свою полосу наступления 15-му стрелковому корпусу и были выведены из состава 13-й армии, получив новое боевое задание. Совершив марш почти в 200-и километров, они прибыли в район Рыльска, где поступили в распоряжение командующего 60-й армии И. Д. Черняховского (левый фланг Центрального фронта).
09.09.1943 года совместно с другими частями армии освободили город Бахмач и разгромили окружённую группировку западнее города.
Позднее, в сентябре того же года, после освобождения города Остёр Черниговской области, дивизия форсировала реку Десна у города Остёр, после чего вышла к Днепру севернее Киева в район Страхолесье — Домантово Архивировано 25 августа 2011 года., и, форсировав его, вела кровопролитные бои за расширение плацдарма на правом берегу в районе Страхолесья Дымерского района Киевской области.
В октябре 1943 года дивизия вела упорные бои по удержанию и расширению плацдарма на реке Днепр восточнее Горностайполь (60 км севернее Киева).
В ноябре 1943 года дивизия в составе 60-й армии 1-го Украинского фронта участвует в Киевской наступательной операции.
В ночь на 02.11.1943 года войска дивизии перешли в наступление и освободили город Димер. После его освобождения взяли 11.11.1943 года города Радомышль, Коростышев, овладели Верлоком, Быстреевкой, Кичкирами, Гуменникамии оседлав шоссе Киев-Житомир.
Далее дивизия приняла участие в Киевской оборонительной операции, в ходе которой 15.11.1943 года сосредоточилась в районе Смоловка, 17-18 ноября дралась в окружении западнее Харитоновки и, прорвав вражеское кольцо, вышла в район севернее хутора Козак. В ноябре-декабре 1943 года дивизия вела упорные бои по отражению контратак противника из района Житомира на участке Коростышев — Малин. Затем приняла участие в Житомирско-Бердичевской наступательной операции.
После непродолжительного доформирования в декабре 1943 года участвовала в районе Лысянки в окружении и разгроме Корсунь-Шевченковской группировки врага.
03.03.1944 года дивизия входит в состав 35-го гвардейского стрелкового корпуса Архивная копия от 2 мая 2014 на Wayback Machine 27-й армии и 5-го марта перешла в наступление и завязала бои на окраинах сёл Рубаный Мост и Чемериское. 05.03.1944 года воины дивизии стремительно продвинувшись вперёд, заняли узловую станцию Христиновка, 06.03.1944 года дивизия форсировала реку Горный Тикич, создав тем самым условия для освобождения 09.03.1944 года Христиновки и 10.03.1944 года города Умань Черкасской области Украины.
Успешно вели наступательные действия части дивизии в составе 27-й армии 2-го Украинского фронта в Уманско-Ботошанской операции 1944 года, в которой они с ходу форсировали реки Южный Буг, Днестр и Прут, во взаимодействии с другими частями и соединениями освободили города Тростянец (13 марта), Ладыжин (13 марта), Тульчин (15 марта), Могилёв-Подольский (19 марта).
19.03.1944 года за отличия в боях, способствовавших овладению войсками фронта Уманью, дивизии присвоено почётное наименование Уманской.
Преследуя отходящего противника, части дивизии с ходу форсировали Днестр и к утру 20.-3.1944 года передовыми отрядами захватили небольшие плацдармы на высотах южнее Атаки и Унгры.
26.03.1944 г. части дивизии, успешно наступали в юго-западном направлении и, разгромив противника в районе Единцы-Тырг, передовым отрядами вышли к пограничной реке Прут на участке Бадражи Нов и Аврамяны. В этот же день полки гвардейцев вышли на государственную границу с Румынией по реке Прут и начали её форсирование.
08.04.1944 года за образцовое выполнение боевых заданий командования при форсировании рек Днестр, Прут, дивизия награждена орденом Суворова 2-й степени, а 24.04.1944 года — орденом Красного Знамени.
Продолжая вести боевые действия в 27-й армии (в неё дивизия входила до конца войны), в апреле 1944 года форсировала реку Серет в районе города Пашкани и в упорных боях удерживала захваченный плацдарм.
Закончив Уманско-Ботошанскую операцию в оперативной паузе перед новыми боями дивизия пополнялась и проводила учёбу новобранцев.
С 20.08.1944 года части дивизии, принимая участие в Ясско-Кишинёвской операции, перешли в наступление в направлении на Бакэу, Васлуй, Хуши с задачей во взаимодействии с 104-м стрелковым корпусом 27-й армии прорвать оборону противника и уничтожить Ясскую группировку немцев.
20.08.1944 года 3-я гвардейская воздушно-десантная дивизия с 27-й гвардейской танковой бригадой стремительно атаковала противника на южных скатах высоты 155 Архивировано 25 августа 2011 года., овладела первой и второй траншеями. Передовые роты, не задерживаясь на очистке траншей, быстро продвигались вперёд. Полковая и батальонная артиллерия, перемещаясь в боевых порядках пехоты, подавляла вновь обнаруженные или ожившие огневые точки противника. Миномёты, поддерживая наступающую пехоту, своим огнём уничтожали или подавляли противника за укрытиями, на обратных скатах высот.
В 8 часов 40 минут 8-й гвардейский воздушно-десантный полк овладел сильным узлом сопротивления противника — высотой 177,0. К 10 часам подразделения 10-го и 8-го гвардейских воздушно-десантных полков, развивая успех в южном направлении, перерезали железную и шоссейную дороги Тыргу-Фрумос — Яссы. Главная полоса обороны противника была прорвана. За 2 часа 20 минут дивизия прошла 6 км. После овладения железной дорогой южнее Дамиан Архивировано 25 августа 2011 года. части 3-й гвардейской воздушно-десантной дивизии вслед за танковой бригадой устремились к переправам. Сапёрные подразделения, входившие в состав передовых отрядов и полков первого эшелона, быстро разминировали захваченные передовыми отрядами мосты и обеспечили переправу подразделений через реку Бахлуй. В 11 часов стрелковые полки вышли на северный берег реки Бахлуй. После короткого огневого налёта артиллерии по участкам второй оборонительной полосы противника части дивизии, сломив его сопротивление, ворвались во вторую полосу. К 13 часам 10-й и 8-й гвардейские полки овладели высотами на противоположном берегу реки Бахлуй и завязали ожесточённый бой за населённые пункты Думештий, Коджяска Веке. Особенность боевых действий при этом заключалась в том, что овладение населёнными пунктами и высотами производилось мелкими подразделениями путём обхода ими этих высот с последующей атакой во фланг и тыл врагу. К исходу дня части 35-го гвардейского стрелкового корпуса во взаимодействии с механизированными бригадами вышли на рубеж развилка дорог Архивировано 25 августа 2011 года., 3 км юго-восточнее Пэушешть, южная опушка рощи севернее Хорлешть Домнитей, безымянный ручей западнее Скопошений, северные скаты высоты 162 Архивировано 25 августа 2011 года..
21.08.1944 года 3-я гвардейская воздушно-десантная дивизия, сломив сопротивление противостоящего противника, к 13 часам овладела Хорлешть Домнитей. К 17 часам того же дня овладела Скитул Ставнику, Хэдымбул.
25.08.1944 года гвардейцы освобождают румынский город Бырлад, 27-го — все части дивизии форсируют реку Серет, вынудив противника отходить на Фокшаны и Плоешти.
27.08.1944 года дивизия освобождает Фокшаны, 31-го, в результате жарких боёв, сбив противника с рубежа Буда — Николешти, части дивизии во взаимодействии с 93-й гвардейской стрелковой дивизией Архивная копия от 18 мая 2014 на Wayback Machine освобождают город Плоешти. В дальнейшем, развивая успех, части дивизии за 6 дней наступления продвинулись на 296 километров и освободили около 200 населённых пунктов.
15.09.1944 года полки дивизии вышли в район города Турды. Здесь противник основательно укрепился в горах и оказал упорное сопротивление. Бои приняли затяжной характер.
В октябре в ходе Дебреценской операции во взаимодействии с другими соединениями дивизия освободила город Клуж (11 октября) и вступила на территорию Венгрии (22 октября). 26-27 октября дивизия обороняла город Ньиредьказ, прикрывая отходящие войска корпуса. Из приказа НКО СССР № 0405, подписанного наркомом обороны И.В.Сталиным: «27 октября 1944 г. части дивизии получили приказ прорваться на соединение к остальным частям армии. Этот прорыв дивизия совершила в исключительно тяжёлых условиях, отражая атаки крупных сил пехоты и танков противника.
Офицеры и бойцы 8-го и 10-го гвардейских воздушно-десантных стрелковых ордена Богдана Хмельницкого полков, охранявшие знамёна, героически погибли в бою, в результате чего гвардейские Красные Знамёна этих полков были утеряны. Учитывая, что утрата гвардейских Красных Знамён произошла не в результате малодушия, неорганизованности или трусости личного состава полков, а вследствие боёв в тяжёлых условиях...приказываю:
1. 8-й и 10-й гвардейские воздушно-десантные стрелковые ордена Богдана Хмельницкого полки сохранить и оставить за ними их гвардейские звания и ордена.
2. Взамен утерянных в бою знамён вручить 8-му и 10-му гвардейским воздушно-десантным стрелковым ордена Богдана Хмельницкого полкам новые гвардейские Красные Знамёна. 
В Будапештской операции 1944—1945 дивизия в ночь на 07.11.1944 года форсировала Тису в районе Тисафюред, 11.11.1944 года овладела городом и железнодорожной станцией Фезешабонь, во взаимодействии со 110-й гвардейской стрелковой дивизией овладела городом Эгер (30 ноября) и в ходе дальнейшего наступления 01.01.1945 года вступила на территорию Чехословакии в районе юго-западнее города Лученец.
В январе 1945 года дивизия в составе 104-го стрелкового корпуса отражала контрудары окружённой группировки около Будапешта, затем овладела столицей Венгрии (27.01.1945 — 13.02.1945).
Во второй половине февраля 1945 года дивизия вместе с другими соединениями 27-й армии была включена в 3-й Украинский фронт, 27-го февраля вошла в состав 35-го гвардейского стрелкового корпуса, и сосредоточилась в районе Барачка.
В марте 1945 года дивизия участвовала в Балатонской операции, в ходе которой вела тяжёлые оборонительные бои южнее озера Веленце. 07.03.1945 года части дивизии отбили многочисленные атаки войск противника в районах севернее и восточнее Шерегельеш. 29.03.1945 года дивизия участвует в освобождении города Залаэгерсег.
Высокое боевое мастерство показал личный состав дивизии в Венской операции 1945 года.
В первых числах апреля части дивизии вступили на территорию Австрии, ими был занят город Фюрстенфельд. 26.04.1945 года за умелые и решительные действия, способствовавшие войскам 4-й гвардейской армии в овладении города Секешфехервар (22 марта), дивизия награждена орденом Кутузова 2-й степени.
В 6 часов утра 09.05.1945 года, после 50-километрового марша, дивизия первой вступила в административный центр земли Штирия в Австрии — город Грац. Здесь десантники узнали об окончании войны. Во второй половине дня 9-го мая 1945 года произошла встреча воинов Красной Армии с английскими союзническими войсками в районе реки Мур на участке Грац — Брук. В течение 11—15 мая 1945 года части дивизии очищали занятые районы от разрозненных немецких отрядов, не желавших сдаваться и принимали пленных немецких солдат и офицеров.
С 15.06.1945 года дивизия вошла в состав Южной группы войск, располагавшейся на территории Румынии и Болгарии. Походным маршем дивизия ушла из Австрии на родину и 13.08.1945 года возвратилась в город Тульчин.
19.11.1945 года преобразована в 125-ю гвардейскую стрелковую дивизию.

## В составе
| Дата                 | Фронт (округ)         | Армия                 | Корпус (группа)                                                                        | Примечания            |
| -------------------- | --------------------- | --------------------- | -------------------------------------------------------------------------------------- | --------------------- |
| 1 января 1943 года   | РВГК                  |                       |                                                                                        |                       |
| 1 февраля 1943 года  | РВГК                  |                       |                                                                                        |                       |
| 1 марта 1943 года    | Северо-Западный фронт | 1-я ударная армия     |                                                                                        |                       |
| 1 апреля 1943 года   | РВГК                  | 53-я армия            |                                                                                        |                       |
| 1 мая 1943 года      | РВГК                  | 53-я армия            |                                                                                        | Степной военный округ |
| 1 июня 1943 года     | Центральный фронт     | 13-я армия            | 18-й гвардейский стрелковый корпус Архивная копия от 22 апреля 2017 на Wayback Machine |                       |
| 1 июля 1943 года     | Центральный фронт     | 13-я армия            | 18-й гвардейский стрелковый корпус                                                     |                       |
| 1 августа 1943 года  | Центральный фронт     | 13-я армия            | 18-й гвардейский стрелковый корпус                                                     |                       |
| 1 сентября 1943 года | Центральный фронт     | 60-я армия            | 18-й гвардейский стрелковый корпус                                                     |                       |
| 1 октября 1943 года  | Центральный фронт     | 60-я армия            | 18-й гвардейский стрелковый корпус                                                     |                       |
| 1 ноября 1943 года   | 1-й Украинский фронт  | 60-я армия            | 18-й гвардейский стрелковый корпус                                                     |                       |
| 1 декабря 1943 года  | 1-й Украинский фронт  | 60-я армия            | 23-й стрелковый корпус Архивная копия от 2 мая 2014 на Wayback Machine                 |                       |
| 1 января 1944 года   | РВГК                  |                       |                                                                                        |                       |
| 1 февраля 1944 года  | 1-й Украинский фронт  | 47-я армия            | 106-й стрелковый корпус                                                                |                       |
| 1 марта 1944 года    | 2-й Украинский фронт  | 27-я армия            |                                                                                        |                       |
| 1 апреля 1944 года   | 2-й Украинский фронт  | 27-я армия            | 35-й гвардейский стрелковый корпус Архивная копия от 2 мая 2014 на Wayback Machine     |                       |
| 1 мая 1944 года      | 2-й Украинский фронт  | 27-я армия            | 35-й гвардейский стрелковый корпус                                                     |                       |
| 1 июня 1944 года     | 2-й Украинский фронт  | 27-я армия            | 35-й гвардейский стрелковый корпус                                                     |                       |
| 1 июля 1944 года     | 2-й Украинский фронт  | 27-я армия            | 33-й стрелковый корпус                                                                 |                       |
| 1 августа 1944 года  | 2-й Украинский фронт  | 27-я армия            | 33-й стрелковый корпус                                                                 |                       |
| 1 сентября 1944 года | 2-й Украинский фронт  | 27-я армия            | 35-й гвардейский стрелковый корпус                                                     |                       |
| 1 октября 1944 года  | 2-й Украинский фронт  | 27-я армия            | 35-й гвардейский стрелковый корпус                                                     |                       |
| 1 ноября 1944 года   | 2-й Украинский фронт  | 27-я армия            |                                                                                        |                       |
| 1 декабря 1944 года  | 2-й Украинский фронт  | 27-я армия            | 35-й гвардейский стрелковый корпус                                                     |                       |
| 1 января 1945 года   | 2-й Украинский фронт  | 27-я армия            |                                                                                        |                       |
| 1 февраля 1945 года  | 3-й Украинский фронт  | 4-я гвардейская армия | 104-й стрелковый корпус                                                                |                       |
| 1 марта 1945 года    | 3-й Украинский фронт  | 27-я армия            | 35-й гвардейский стрелковый корпус                                                     |                       |
| 1 апреля 1945 года   | 3-й Украинский фронт  | 27-я армия            | 35-й гвардейский стрелковый корпус                                                     |                       |
| 1 мая 1945 года      | 3-й Украинский фронт  | 27-я армия            | 35-й гвардейский стрелковый корпус                                                     |                       |

## Состав
- управление (штаб, отделы, отделения)
- 2-й гвардейский воздушно-десантный стрелковый полк
- 8-й гвардейский воздушно-десантный стрелковый полк
- 10-й гвардейский воздушно-десантный стрелковый полк
- 2-й гвардейский воздушно-десантный артиллерийский полк
- 4-й отдельный гвардейский истребительно-противотанковый дивизион
- 7-я отдельная гвардейская разведывательная рота
- 9-й отдельный гвардейский сапёрный батальон
- 11-я отдельная гвардейская рота связи
- 12-я отдельная гвардейская рота химической защиты
- 6-й отдельный медико-санитарный батальон
- 13-я отдельна автотранспортная рота
- 14-я полевая хлебопекарня
- 3-й дивизионный ветеринарный лазарет
- 2388-я полевая почтовая станция
- 1815-я полевая касса Государственного банка

.
Периоды вхождения в состав Действующей армии:
- 17 февраля 1943 года − 1 апреля 1943 года;
- 3 мая 1943 года − 2 января 1944 года;
- 20 января 1944 года — 9 мая 1945 года

.

## Командиры
- Конев, Иван Никитич, гвардии полковник (с 13.09.1944 года гвардии генерал-майор) — (08.12.1942 — 19.11.1945)

## Отличившиеся воины дивизии
- Арапов, Алексей Назарович, начальник штаба дивизии, гвардии подполковник.
- Васильев, Борис Львович, русский писатель. Лауреат Государственной премии СССР (1975).
- Закиров, Гали Закирович, командир стрелкового отделения 3-го батальона 8-го гвардейского воздушно-десантного полка, гвардии младший сержант.
- Кокушкин, Олег Иоильевич, командир 8-го гвардейского воздушно-десантного полка, гвардии подполковник.
- Колесов, Александр Андреевич, командир взвода противотанковых ружей 8-го гвардейского воздушно-десантного полка, гвардии лейтенант.
- Конев, Иван Никитич, командир дивизии, гвардии полковник.
- Королёв, Николай Степанович, комсорг 3-го батальона 8-го гвардейского воздушно-десантного полка, гвардии старшина.
- Кузнецов, Пётр Иванович, командир отделения 2-го гвардейского воздушно-десантного полка, гвардии младший сержант.
- Морозов, Георгий Андрианович, разведчик взвода пешей разведки 2-го гвардейского воздушно-десантного полка, гвардии красноармеец.
- Папин, Павел Андреевич, командир взвода автоматчиков 10-го гвардейского воздушно-десантного полка, гвардии старшина.
- Полосин, Алексей Иванович, командир стрелкового отделения 7-й роты 2-го гвардейского воздушно-десантного полка, гвардии младший сержант.
- Соловьёв, Михаил Григорьевич Архивная копия от 3 мая 2014 на Wayback Machine, командир роты 10-го гвардейского воздушно-десантного полка, гвардии младший лейтенант.
- Усенко, Николай Ильич, телефонист батальона 8-го гвардейского воздушно-десантного полка, гвардии красноармеец.
- Юнёв, Александр Петрович, командир пулемётного расчёта 2-го гвардейского воздушно-десантного полка, гвардии рядовой.

## Награды дивизии
- 8 декабря 1942 года —  Почётное звание «Гвардейская» — присвоено приказом Народного комиссара обороны СССР при сформировании 8 декабря 1942 года;
- 19 марта 1944 года — Почётное наименование «Уманьская» — присвоено приказом Верховного Главнокомандующего № 061 от 19 марта 1944 года за отличия в боях с немецкими захватчиками, способствовавших овладению войсками фронта г. Умань;
- 8 апреля 1944 года —  Орден Суворова II степени — награждена указом Верховного Совета СССР от 8 апреля 1944 года за образцовое выполнение заданий командования при форсировании Днестра, овладении городом и важным железнодорожным узлом Бельцы, выход на государственную границу и проявленные при этом доблесть и мужество[19];
- 24 апреля 1944 года —  Орден Красного Знамени — награждена указом Президиума Верховного Совета СССР от 24 апреля 1944 года за образцовое выполнение заданий командования при прорыве обороны противника и за форсирование реки Прут и проявленные при этом доблесть и мужество[20];
- 26 апреля 1945 года —  Орден Кутузова II степени — награждена указом Президиума Верховного Совета СССР от 26 апреля 1945 года за образцовое выполнение боевых заданий командования в боях с немецкими захватчиками при овладение городами Секешфехервар, Мор, Зирез, Веспрем, Эньинг и проявленные при этом доблесть и мужество.[21]

Награждённые части дивизии:
- 2-й гвардейский воздушно-десантный стрелковый Плоештинский[22] полк
- 8-й гвардейский воздушно-десантный стрелковый ордена Богдана Хмельницкого[23] (награждён орденом Богдана Хмельницкого II степени) полк
- 10-й гвардейский воздушно-десантный стрелковый ордена Богдана Хмельницкого[24] (награждён орденом Богдана Хмельницкого II степени) полк
- 2-й гвардейский воздушно-десантный артиллерийский Краснознамённый[24] полк

## Память
- Памятный знак дивизии установлен в деревне Глухая Горушка[25].
- Музей дивизии в школе № 436 Архивировано 25 августа 2011 года.[26]
- Музей дивизии в 15 профессиональном училище № 15 15 Архивировано 25 августа 2011 года. города Курск[27]
- Музей дивизии в средней школе № 186 Архивировано 25 августа 2011 года. города Киев[28]